# Brillux

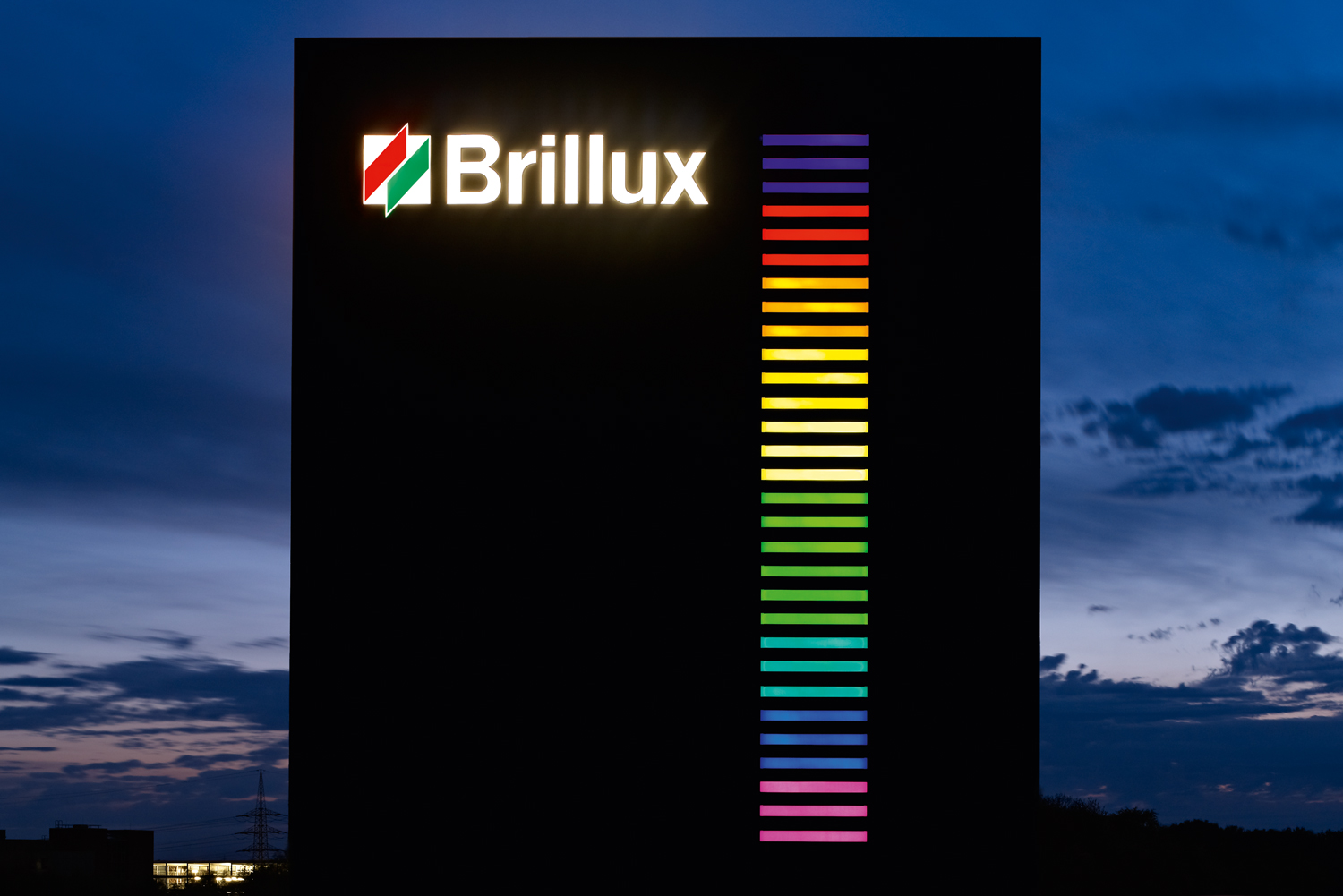
Büroturm der Brillux-Zentrale in Münster; Rückansicht in der Dämmerung

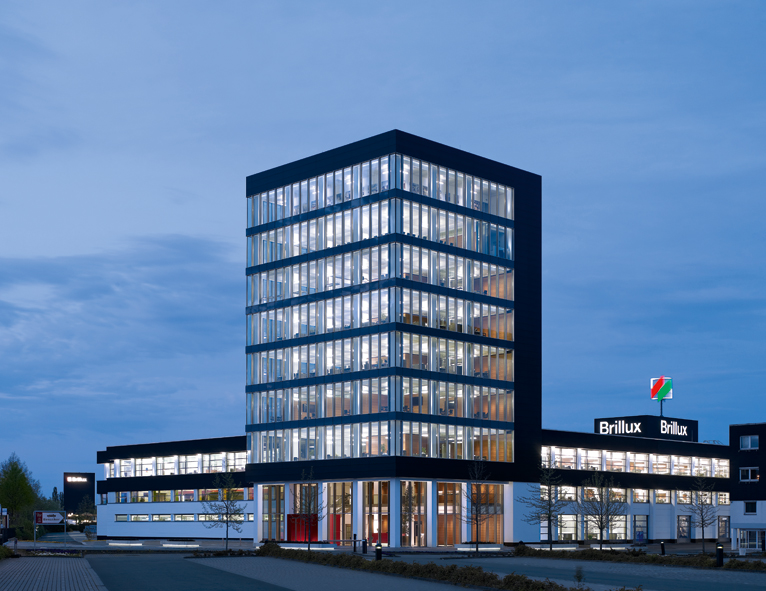
Büroturm der Brillux-Hauptverwaltung

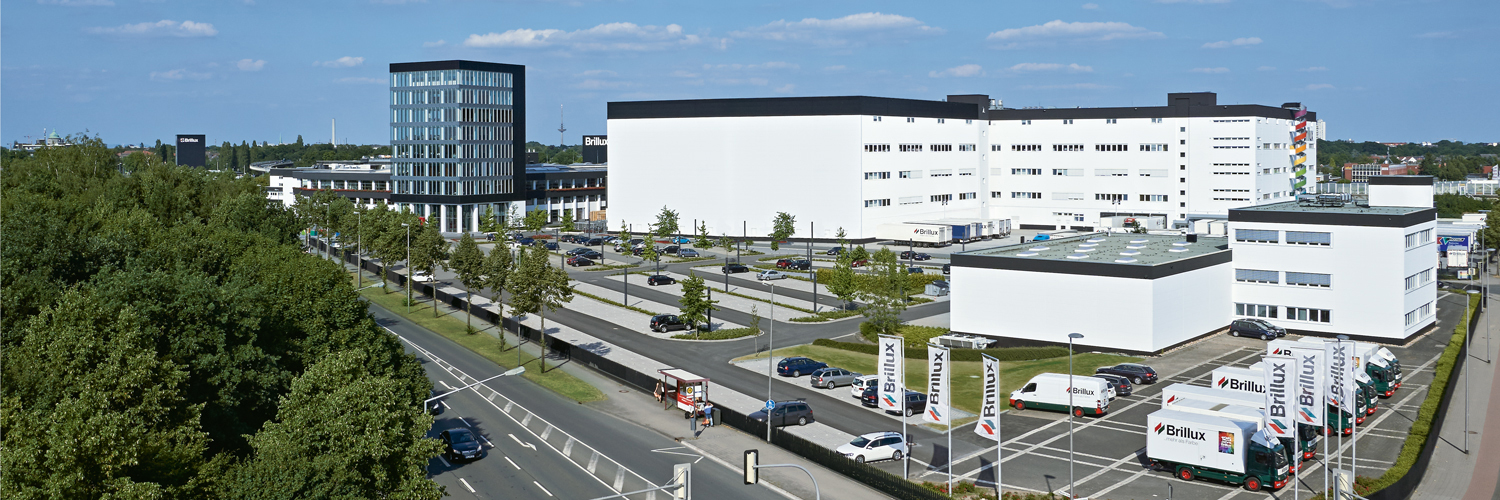
Brillux-Werk zur Produktion von Farben und Lacken

Die Brillux GmbH & Co. KG ist ein deutscher Lack- und Farbenhersteller, der in fünfter Generation als Familienunternehmen geführt wird.

## Geschichte
Das Unternehmen wurde 1889 als Großhandel für Farben und Lacke unter dem Namen Hobrecker & König in Münster gegründet. Das Unternehmen produzierte seit 1948 selbst und sitzt seit 1967 am derzeitigen Hauptstandort an der Weseler Straße in Münster. Das Gelände wurde seither erweitert. Nach und nach gliederte es 35 Produktions- und Großhandelsunternehmen ein. 1974 übernahm es den ersten Lackhersteller in Deutschland: J.D. Flügger in Hamburg. Durch den Erwerb der Ruhr-Lackwerke 1979 stieg das Unternehmen auch in den Bereich Industrielack ein. 1984 wurden Herberts Baufarben übernommen und der süddeutsche Raum erschlossen. 1984 erfolgte die Umbenennung in Brillux, wobei sich der Name aus den Worten Brillanz (Farbsättigung) sowie lux (Beleuchtungsstärke), lateinisch für ‚Licht‘ zusammensetzt.
In den 1990er-Jahren kam der Verdacht der Steuerhinterziehung durch die Firma Brillux auf. Gegen den Firmenchef sowie gegen den Steuerberater wurden Ermittlungen eingeleitet. Der Steuerberater von Brillux pflegte Kontakte zu leitenden Beamten der Oberfinanzdirektion Münster, die daraufhin versuchten, Einfluss auf die Ermittlungen zu nehmen. Durch den Finanzbeamten Werner Borcharding wurde der Fall aufgedeckt. Die Staatsanwaltschaft Bochum erhob daraufhin Anklage gegen Brillux. Das Verfahren wurde schließlich gegen eine Geldbuße von 500.000 D-Mark eingestellt.

## Unternehmensstruktur
Brillux befindet sich in fünfter Generation im Besitz der Familie König, hat seinen Hauptsitz in Münster und weitere Produktionsstätten in Herford, Unna und Malsch. Das Unternehmen hat rund 180 Vertriebsniederlassungen in Deutschland, Italien, den Niederlanden, Österreich, Polen und der Schweiz sowie einen Fuhrpark von rund 900 Fahrzeugen. Die Produktionskapazität beträgt 340.000 t pro Jahr. Das 2008 erbaute und 2017 erweiterte Warenverteilzentrum erreicht eine Lagerkapazität von über 60.000 Europaletten. Brillux beschäftigt über 2.900 Mitarbeiter.
Seit 2022 hat das Unternehmen den eigenen Radiosender Brillux Radio, der über DAB+ und als Webstream in Deutschland, Österreich und der Schweiz zu empfangen ist. Zu den Moderatoren gehören Tim Reimann und Simon Pannock.
Das Unternehmen bietet Ausbildungsplätze in 18 Berufsbildern an und veranstaltet in Münster und an elf weiteren Standorten in Deutschland und Österreich Fortbildungsveranstaltungen für Maler und Lackierer.
Für den Austausch mit Architekten wurde eine Dialogplattform eingerichtet. Seit 1991 wird ein Fassadenpreis verliehen, der seit 2018 unter der Bezeichnung Brillux Design Award firmiert.
In Münster und Umland werden Sportveranstaltungen und -vereine gesponsert, etwa die LG Brillux Münster.

## Sortiment & Service
Das Sortiment umfasst rund 12.000 Artikel, darunter Lacke, Lasuren, Farben für Innen- und Fassadenanstriche, Spachtelmassen, Putze, Wand- und Bodenbeläge, Spezialsysteme für Wärmedämmung, Betonschutz und -instandsetzung sowie Werkzeuge und (Schutz-)Bekleidung für das Malerhandwerk. Über Nachwuchskampagnen werden Stuckateur- und Malerbetriebe bei der Gewinnung von Auszubildenden unterstützt.